# Cova Céltica
A Cova Céltica, é o nome que recebia a tertúlia que mantinham um grupo de intelectuais galegos de ideologia regionalista, que se reuniam na loja de Uxío Carré Aldao na Corunha para debater temas relacionados com a Galiza. Esta loja era a mesma que utilizara no seu dia Andrés Martínez Salazar como editorial, e que estava situada (tal qual informa Ricardo Carvalho Calero) primeiro na Rua Rego de Água, depois no número 30 da Rua Real da Corunha,e após novamente, na Rua Rego de Água da mesma cidade. Esta loja serviu para a circulação entre a intelectualidade regionalista de livros importantes.
O nome da Cova Céltica tem sua origem num ato de sarcasmo. No século XIX, Manuel Murguía difundirá a ideia de que o fundo étnico do povo galego deve ser buscado entre os celtas. Esta corrente recebe o nome de celtismo, e sobre ela viria-se fundar toda a poesia de Eduardo Pondal.
Pela contra, o pontevedrês Celso García de la Riega, defendia que eram os gregos os que desenvolveram o papel atribuído por Murguía aos celtas. Por este motivo, qualificou este grupo de eruditos como La Cueva Céltica. Mas os outros participantes na tertúlia apoderaram-se do nome, traduzindo-o para o galego, para passar a se autodenominar, desde aquele momento, A Cova Céltica, nome com o que passou à história.
O órgão de difusão deste grupo foi a Revista Gallega, de Galo Salinas.
Alguns dos integrantes da Cova Céltica foram: Uxío Carré Aldao, Manuel Murguía, Andrés Martínez Salazar, Xosé Pérez Ballesteros, Evaristo Martelo Paumán, Francisco Tettamancy, Salvador Golpe Varela, Florencio Vaamonde Lores, Eladio Rodríguez González, Manuel Lugrís Freire, Galo Salinas, Xosé Baldomir. Há também testemunhos que apontam que Curros Enríquez frequentava a Cova Céltica.
A Cova Céltica esteve intimamente vinculada à constituição da Real Academia Galega, vindo todos seus integrantes a ser nomeados acadêmicos.